# جواو بيدرو ماتوس فيرنانديز
جواو بيدرو ماتوس فيرنانديز (بالبرتغالية: João Pedro Matos Fernandes‏) هو سياسي برتغالي، ولد في 1967 في أجويدا في البرتغال. حزبياً، نشط في الحزب الاشتراكي (البرتغال).